# Волконоша
Волконо́ша (бел. Ваўкано́ша) — деревня в Новогрудском районе Гродненской области Республики Беларусь. Входит в состав Ладеникского сельсовета.

## География
Расположена в 10 км от Новогрудка, 6 км от Ладеники.
Ближайшие населённые пункты Большая Русиловка, Ловцы, Мильковичи, Новосёлки и др.

## История
В 1864 году Волконоша находилась в составе Новогрудского уезда.

## Население

### Численность
- 2009 год — 3 человек

### Динамика
- 2009 год — 3 человек (перепись населения)[4]